# Schizopepon macranthus
Schizopepon macranthus är en gurkväxtart som beskrevs av Hand.-mazz. Schizopepon macranthus ingår i släktet Schizopepon och familjen gurkväxter. Inga underarter finns listade i Catalogue of Life.